# Marcus D'Amico
Marcus D'Amico (Francoforte, 4 dicembre 1965 – Oxfordshire, 16 dicembre 2020) è stato un attore britannico, attivo in campo teatrale, televisivo e cinematografico.

## Biografia
Marcus D'Amico nacque a Francoforte da padre statunitense e madre britannica e crebbe nel Regno Unito. Nel 1977 fece il suo debutto sulle scene quando fu scelto per interpretare Oliver Twist in un revival del musical Oliver! nel West End londinese. Durante gli anni ottanta recitò nei film Superman II, Full Metal Jacket e The Long Weekend. Nel 1992 recitò nella prima londinese di Angels in America - Fantasia gay su temi nazionali al National Theatre e per la sua interpretazione del ruolo di Luis ottenne una candidatura al Laurence Olivier Award al miglior attore.
L'anno successivo ottenne il suo ruolo più famoso, quello di Michael "Mouse" Tolliver in Tales of the City. Nel 1994 fece il suo esordio a Broadway nella pièce An Inspector Calls e per la sua interpretazione ha ricevuto una candidatura al Drama Desk Award e vinse il Theatre World Award. Successivamente continuò a recitare in campo televisivo e, soprattutto, teatrale, recitando negli anni in numerosi drammi e musical sulle scene londinesi tra cui The Lisbon Traviata, Starlight Express, Giulio Cesare e Mamma Mia!.
D'Amico è morto di polmonite nella sua casa nell'Oxfordshire a cinquantacinque anni.

## Filmografia parziale

### Cinema
- Superman II, regia di Richard Lester (1980)
- Full Metal Jacket, regia di Stanley Kubrick (1987)
- The Long Weekend (O'Despair), regia di Gregg Araki (1989)

### Televisione
- I Professionals (The Professionals) - serie TV, 1 episodio (1980)
- Tales of the City - serie TV, 3 episodi (1993)
- Metropolitan Police - serie TV, 4 episodi (2002)
- L'alienista (The Alienist) - serie TV, 1 episodio (2018)

## Teatro
- Oliver!, libretto e colonna sonora di Lionel Bart, regia di Peter Coe. Noël Coward Theatre di Londra (1977)
- Starlight Express, libretto di Richard Stilgoe, colonna sonora di Andrew Lloyd Webber, regia di Trevor Nunn. Apollo Victoria Theatre di Londra (1984)
- The Boys Next Door di Tom Griffin, regia di Rob Mulholland. Comedy Theatre di Londra (1990)
- Angels in America - Fantasia gay su temi nazionali di Tony Kushner, regia di Declan Donnellan. National Theatre di Londra (1992)
- Partita a quattro di Noël Coward, regia di Sean Mathias. Gielgud Theatre di Londra (1995)
- Un ispettore in casa Birling di John Boynton Priestley, regia di Stephen Daldry. Royale Theatre di Broadway (1995)
- Caino di George Gordon Byron, regia di John Barton. Royal Shakespeare Theatre di Stratford-upon-Avon, Pit di Londra (1995)
- Giulio Cesare di William Shakespeare, regia di David Lane. Young Vic di Londra (2000)
- Differenti opinioni di David Hare, regia di Robin Lefevre. Theatre Royal di Bath (2001)
- Trip's Cinch di Phyllis Nagy, regia di Thea Sharrock. Southwark Playhouse di Londra (2002)
- The Lisbon Traviata di Terrence McNally, regia di Stephen Henry. King's Head Theatre di Londra (2003)
- Mamma Mia! libretto di Catherine Johnson, colonna sonora di Benny Andersson e Björn Ulvaeus, regia di Phyllida Lloyd. Prince of Wales Theatre di Londra (2004)